# 海扁果
海扁果（homalozoans），又稱為海果類（carpoids）或异海柱（heterosteles），是一类形态古怪奇特的已灭绝棘皮动物。身体扁平，形態極為多樣，且缺乏大多數棘皮動物具有的五輻對稱性，有些物種有近似兩側對稱的跡象。主體為由鈣質骨板構成的萼（theca），上有開口，萼部不規則的形態使人們難以辨別哪些開口對應其口或肛門。水管系統不明。萼部前端具有一个或多个步帶，后端有一長短不等的突起（茎尾）。海扁果可能平躺在海底生活，以莖尾錨定在基質上，或利用莖尾拖動身體，在海底自由移動。有些海扁果有像魚一樣明顯的鰓口，例如靴海果等。
海扁果亚门包括海桩纲（Stylophora）、海笔纲（Cincta）、海箭纲（Soluta）和栉海林檎纲（Ctenocystoidea）。其分类地位尚存争议。与其他种类的棘皮动物相比，海扁果类动物更接近于脊索动物，但由於其鈣質骨板有著棘皮動物典型的立體晶體結構，目前还普遍认为它們属于一种高度特化的棘皮动物，或者是棘皮動物演化出輻射對稱性前的基幹類群。